# Mötley Crüe (album)
Mötley Crüe – szósty album amerykańskiej grupy glam/hardrockowej Mötley Crüe. Wydany został w 1994. Wszystkie piosenki napisał John Corabi i Nikki Sixx. Jedyny album studyjny nagrany bez udziału frontmana z oryginalnego składu - Vince'a Neila.

## Lista utworów
1. "Power to the Music" – 5:12
2. "Uncle Jack" – 5:28
3. "Hooligan's Holiday" – 5:51
4. "Misunderstood" – 6:53
5. "Loveshine" – 2:36
6. "Poison Apples" (Corabi, Sixx, Mars, Lee, Bob Rock) – 3:40
7. "Hammered" – 5:15
8. "Til Death Do Us Part" – 6:03
9. "Welcome to the Numb" – 5:18
10. "Smoke the Sky" – 3:36
11. "Droppin' Like Flies" – 6:26
12. "Driftaway" – 4:05

## Twórcy
- John Corabi – wokal, gitara akustyczna, gitara rytmiczna, gitara basowa
- Mick Mars – gitara prowadząca, gitara rytmiczna, siedmiostrunowa gitara basowa, sitar, mandolina
- Nikki Sixx – gitara basowa, pianino, wokal wspierający
- Tommy Lee – perkusja, pianino, wokal wspierający